# داوطلبان تاکاساگو

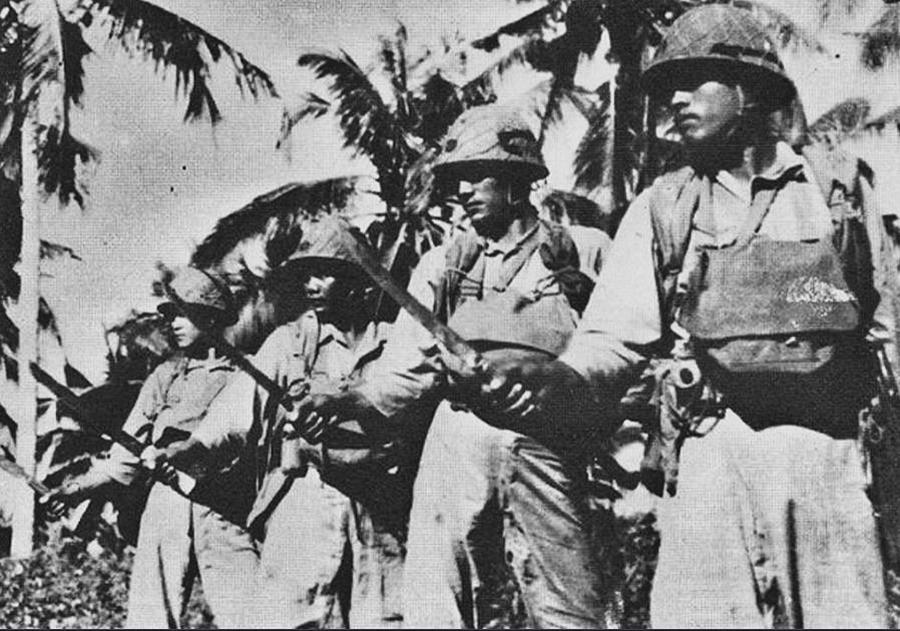
داوطلبان تاکاساگو

داوطلبان تاکاساگو (به ژاپنی: 高砂義勇隊, Takasago Giyūtai) سربازان داوطلب نیروی زمینی امپراتوری ژاپن بودند که در طول جنگ جهانی دوم از مردم بومی تایوان استخدام شدند.